# Century Series

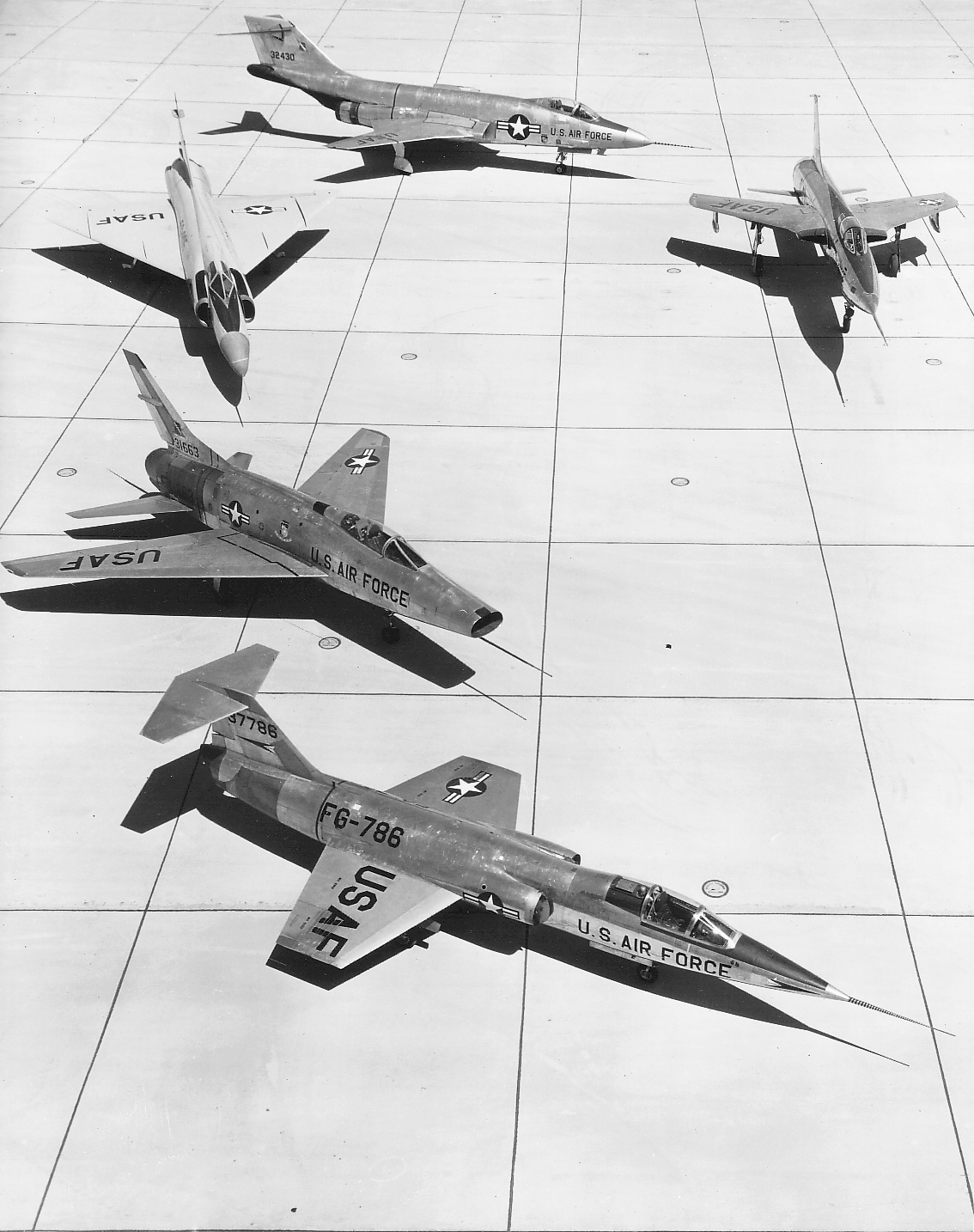
En el sentido de las agujas del reloj desde abajo:F-104 Starfighter ,F 100 Super Sabre ,F-102 Delta Dagger ,F 101 Voodoo ,F 105 Thunderchief

Los Century Series Fighters fueron una serie de aviones de combate diseñados por Estados Unidos durante la década de 1950, que tenían un número de designación superior al 100 en el inventario de aviones de Estados Unidos de 1926 a 1962. También se les conoce como la serie Century o Century Fighters.
Estos aviones son recordados por sus avanzadas prestaciones para la época. Por ejemplo, el North American F-100 Super Sabre fue el primer avión de caza estadounidense capaz de romper la barrera del sonido en vuelo horizontal, pero carecía de radar. Menos de cuatro años después, el Convair F-106 Delta Dart era dos veces más rápido, tenía una electrónica de a bordo muy sofisticada y un compartimento de armas capaz de transportar cohetes con propulsión nuclear.